# Ligusterfascisme
Ligusterfascisme er et udtryk, der bliver brugt nedsættende som et symbol på småborgerlighed, egoisme og i bredere betydning om enfamiliehusejeres (påståede) isoleren sig fra omverdenen. Når det netop blev liguster, som fik denne symbolværdi, hænger det sammen med, at denne hæktype er billig, hurtigtgroende og hyppigt anvendt i de såkaldte sovebyer og i nyere typehuskvarterer. Derimod ses planten sjældent anvendt i højborgerskabets ældre, traditionelt fornemme og velrenommerede villakvarterer, der så omvendt formodes at stå for en større åbenhed og en bredere, kulturel horisont.